# Ганс-Йоахім Бертельсманн
Ганс-Йоахім Бертельсманн (нім. Hans-Joachim Bertelsmann; 29 квітня 1916, Куксгафен — 19 лютого 1944, Атлантичний океан) — німецький офіцер-підводник, капітан-лейтенант крігсмаріне.

## Біографія
3 квітня 1936 року вступив на флот. З вересня 1939 року — дивізійний офіцер на важкому крейсері «Блюхер». Під час Норвезької кампанії 9 квітня 1940 року крейсер був потоплений, а Бертельсман призначений в флотилії оборони порту Осло. З вересня 1940 року — командир групи 7-ї флотилії форпостенботів. В січні-червні 1941 року пройшов курс підводника. З червня 1941 року — навігаційний офіцер на плавучій базі підводних човнів «Вальдемар Копгамель». В серпні-вересні 1941 року пройшов навчання в 24-й флотилії підводних човнів. З жовтня 1941 року — 1-й вахтовий офіцер на підводному човні U-71. З 18 березня 1942 року — командир U-142, з 13 вересня 1942 року — U-603, на якому здійснив 2 походи (разом 65 днів у морі). 2 травня 1943 року знятий з посади через хворобу, відправлений на лікування і переданий в розпорядження 1-ї флотилії. З серпня 1943 року — командир роти 2-ї навчальної дивізії підводних човнів. З 29 січня 1944 року — знову командир U-603. 5 лютого вийшов у свій останній похід. 19 лютого U-603 і всі 51 члени екіпажу зникли безвісти в Північній Атлантиці.
Всього за час бойових дій потопив 3 кораблі загальною водотоннажністю 17 587 тонн.
| Дата            | Назва корабля | Тип               | Тоннаж | Вантаж                                                 | Екіпаж | Загинули | Країна   | Конвой |
| --------------- | ------------- | ----------------- | ------ | ------------------------------------------------------ | ------ | -------- | -------- | ------ |
| 21 лютого 1943  | Stigstad      | Тепловий танкер   | 5,964  | Баласт                                                 | 37     | 3        | Норвегія | ON-166 |
| 23 лютого 1943  | Glittre       | Тепловий танкер   | 6,409  | Баласт і 600 тонн пального для кораблів ескорту        | 37     | 3        | Норвегія | ON-166 |
| 16 березня 1943 | Elin K.       | Торговий теплохід | 5,214  | 7000 тонн пшениці, марганцевої руди і 339 мішків пошти | 40     | 0        | Норвегія | HX-229 |

## Звання
- Кандидат в офіцери (3 квітня 1936)
- Морський кадет (10 вересня 1936)
- Фенріх-цур-зее (1 травня 1937)
- Оберфенріх-цур-зее (1 липня 1938)
- Лейтенант-цур-зее (1 жовтня 1938)
- Оберлейтенант-цур-зее (1 жовтня 1940)
- Капітан-лейтенант (1 вересня 1943)

## Нагороди
- Залізний хрест
  - 2-го класу (квітень 1940)
  - 1-го класу (27 березня 1943)
- Нагрудний знак мінних тральщиків (січень 1941)
- Нагрудний знак флоту (15 липня 1941)
- Нагрудний знак підводника (22 січня 1942)